# Pyrgomorphinae
Sous-famille
Les Pyrgomorphinae sont une sous-famille d'insectes orthoptères de la famille des Pyrgomorphidae. 

## Dénomination
La première référence au nom "Pyrgomorphe" est due à Karl Brunner von Wattenwyl, en 1874, qui définit les "Pyrgomorphiden". Le premier usage du terme Pyrgomorphinae date de la publication de Hermann Krauss en 1890.

## Taxinomie
- tribu Atractomorphini Bolívar, 1905
  - genre Occidentosphena Kevan, 1956
  - genre Atractomorpha Saussure, 1862
- tribu Chlorizeinini Kevan & Akbar, 1964
  - sous-tribu Chlorizeinina Kevan & Akbar, 1964
    - genre Chlorizeina Brunner von Wattenwyl, 1893
    - genre Feacris Kevan, 1969
    - genre Pterorthacris Uvarov, 1921

  - sous-tribu Humpatellina Kevan & Akbar, 1964
    - genre Cawendia Karsch, 1888
    - genre Humpatella Karsch, 1896
    - genre Pseudorubellia Dirsh, 1963

  - sous-tribu Marsabitacridina Kevan & Akbar, 1964
    - genre Katangacris Kevan & Akbar, 1964
    - genre Marsabitacris Kevan, 1957
- tribu Chrotogonini Bolívar, 1904
  - genre Caconda Bolívar, 1884
  - genre Chrotogonus Serville, 1838
  - genre Shoacris Kevan, 1952
  - genre Stibarosterna Uvarov, 1953
  - genre Tenuitarsus Bolívar, 1904
- tribu Desmopterini Bolívar, 1905
  - genre Apodesmoptera Rehn, 1951
  - genre Desmoptera Bolívar, 1884
  - genre Desmopterella Ramme, 1941
  - genre Doriaella Bolívar, 1898
  - genre Menesesia Willemse, 1922
  - genre Menesesiella Kevan, 1963
  - genre Paradoriaella Willemse, 1961
  - genre Stenoxyphellus Ramme, 1941
  - genre Stenoxyphula Kevan, 1963
  - genre Stenoxyphus Blanchard, 1853
- tribu Dictyophorini Kirby, 1902
  - genre Camoensia Bolívar, 1882
  - genre Dictyophorus Thunberg, 1815
  - genre Loveridgacris Rehn, 1954
  - genre Maura Stål
  - genre Parapetasia Bolívar, 1884
- tribu Monistriini Kevan & Akbar, 1964
  - genre Greyacris Rehn, 1953
  - genre Monistria Stål
  - genre Parastria Key, 1985
  - genre Yeelanna Rehn, 1953
- tribu Omurini Kevan, 1961
  - genre Algete Bolívar, 1905
  - genre Minorissa Walker, 1870
  - genre Omura Walker, 1870
- tribu Petasidini Key, 1985
  - genre Petasida White, 1845
  - genre Scutillya Sjöstedt, 1921
- tribu Phymateini Bolívar, 1884
  - sous-tribu Phymateina Bolívar, 1884
    - genre Paraphymateus Dirsh, 1962
    - genre Phymateus Thunberg, 1815
    - genre Phyteumas Bolívar, 1904
    - genre Rutidoderes Westwood, 1837

  - sous-tribu Zonocerina Kevan & Akbar, 1964
    - genre Physemophorus Krauss, 1907
    - genre Zonocerus Stål, 1873
- tribu Poekilocerini Burmeister, 1840
  - genre Poekilocerus Serville, 1831
- tribu Pseudomorphacridini Kevan & Akbar, 1964
  - genre Pseudomorphacris Carl, 1916
- tribu Pyrgomorphini Brunner von Wattenwyl, 1874
  - sous-tribu Arbusculina Kevan, Akbar & Chang, 1975
    - genre Arbuscula Bolívar, 1905

  - sous-tribu Geloiodina Kevan, Akbar & Chang, 1975
    - genre Geloiodes Chopard, 1958

  - sous-tribu Parasphenina Kevan & Akbar, 1964
    - genre Afrosphenella Kevan & Akbar, 1963
    - genre Chirindites Ramme, 1929
    - genre Parasphena Bolívar, 1884
    - genre Parasphenella Kevan, 1956
    - genre Parasphenula Kevan, 1956
    - genre Pezotagasta Uvarov, 1953
    - genre Stenoscepa Karsch, 1896

  - sous-tribu Pyrgomorphina Brunner von Wattenwyl, 1874
    - genre Anarchita Bolívar, 1904
    - genre Carinisphena Kevan, 1966
    - genre Laufferia Bolívar, 1904
    - genre Leptea Bolívar, 1904
    - genre Macroleptea Kevan, 1962
    - genre Miopyrgomorpha Kevan, 1964 †
    - genre Ochrophlebia Stål
    - genre Ochrophlegma Bolívar, 1904
    - genre Phymella Uvarov, 1922
    - genre Plerisca Bolívar, 1904
    - genre Protanita Kevan, 1962
    - genre Punctisphena Kevan, 1961
    - genre Pyrgomorpha Serville, 1838
    - genre Pyrgomorphella Bolívar, 1904
    - genre Pyrgomorphellula Kevan & Hsiung, 1988
    - genre Pyrgomorphula Kevan & Akbar, 1963
    - genre Scabropyrgus Kevan, 1962
    - genre Somalopyrgus Kevan & Akbar, 1964
    - genre Tanita Bolívar, 1904
    - genre Tanitella Kevan, 1962
    - genre Zarytes Bolívar, 1904
- tribu Schulthessiini Kevan & Akbar, 1964
  - genre Buyssoniella Bolívar, 1905
  - genre Schulthessia Bolívar, 1905
- tribu Sphenariini Bolívar, 1884
  - sous-tribu Mekongianina Kevan & Akbar, 1964
    - genre Mekongiana Uvarov, 1940
    - genre Mekongiella Kevan, 1966
    - genre Yunnanites Uvarov, 1925

  - sous-tribu Rubelliina Kevan & Akbar, 1964
    - genre Rubellia Stål, 1875

  - sous-tribu Sphenariina Bolívar, 1884
    - genre Jaragua Perez-Gelabert, Dominici & Hierro, 1995
    - genre Prosphena Bolívar, 1884
    - genre Sphenarium Charpentier, 1845

  - sous-tribu Sphenexiina Kevan & Akbar, 1964
    - genre Sphenexia Karsch, 1896
    - genre Xenephias Kevan, 1973
- tribu Tagastini Bolívar, 1905
  - genre Annandalea Bolívar, 1905
  - genre Tagasta Bolívar, 1905
- tribu Taphronotini Bolívar, 1904
  - sous-tribu Aularchina Kevan & Akbar, 1964
    - genre Aularches Stål, 1873

  - sous-tribu Taphronotina Bolívar, 1904
    - genre Taphronota Stål, 1873
- tribu indéterminée
  -     - genre Eilenbergia Mason, 1979
    - genre Megalopyrga Baccetti, 1985
    - genre Paramekongiella Huang, 1990
    - genre Xiphipyrgus Kevan, 1982

## Publications originales
- Brunner von Wattenwyl, 1874 : Systematik der Orthoptera und die Recensio orthopterorum von C. Stâl. Verhandlungen der Zoologisch-Botanischen Gesellschaft in Wien, vol. 24, p. 225-230.
- Krauss (1890) Verh. der Zoologisch-Botanischen Gesellsch. Wien 40:271.